# Democracia Europea
Democracia Europea (Democrazia Europea) (DE) fue un pequeño partido político italiano democristiano.
Fue fundado en 2000 por Sergio D'Antoni (exdirigente de la Confederación Italiana de Sindicatos de Trabajadores), Giulio Andreotti y Ortensio Zecchino tras abandonar los tres el Partido Popular Italiano; también se unieron antiguos miembros de la Liga Norte, como Vito Gnutti (exministro de Industria) y Domenico Comino.
En las elecciones generales de Italia de 2001 el partido obtuvo el 2,3% de los votos, ganando sólo dos escaños en el Senado. En diciembre de 2002 se fusionó con el Centro Cristiano Democrático y Cristianos Democráticos Unidos para crear la Unión de los Demócratas Cristianos y de Centro. Sergio D'Antoni se convirtió en vicesecretario del nuevo partido.